# 444-й корпусной артиллерийский полк
444-й корпусной артиллерийский полк — воинская часть в вооружённых силах СССР во время Великой Отечественной войны.

## История
Принимал участие в Польской кампании.
07.02.1940 года переведён на штат № 4/4, численностью 900 человек, затем на штат № 8/41-А.
На 22.06.1941 года артиллерийский полк дислоцировался в Гродно, находясь в составе 4-го стрелкового корпуса.
Войну полк встретил без снарядов и личного оружия.
В ночь с 21.06.1941 года на 22.06.1941 года был поднят по тревоге и выдвинут из Гродно в район Сопоцкина.
На вооружении полка стояли 152-миллиметровые орудия (24 штуки) на механической тяге, осуществляемой тягачами Сталинец-65.
Уничтожен в Белостокском котле.

## Укомплектованность (по состоянию на 01.11.1940)
Люди
- Начальствующий состав — 97
- Младший начальстующий состав — 190
- Рядовой состав — 927

Автотранспорт
- Легковые — 4
- Грузовые — 59
- Трактора — 37
- Прицепы — 5

Стрелковое вооружение
- Автоматические винтовки — 1100
- Револьверы — 316
- Ручные пулемёты — 4

Орудия
- 152-миллиметровые — 24

## Подчинение
| Дата            | Фронт (округ)  | Армия     | Корпус (группа)       | Примечания |
| --------------- | -------------- | --------- | --------------------- | ---------- |
| 22.06.1941 года | Западный фронт | 3-я армия | 4-й стрелковый корпус |            |